# Lütow
Lütow ist eine Gemeinde im Nordosten des Landkreises Vorpommern-Greifswald. Sie liegt inmitten der Insel Usedom auf der Halbinsel Gnitz, einer Landzunge der Insel Usedom am Achterwasser. Die Gemeinde wird vom Amt Am Peenestrom mit Sitz in Wolgast verwaltet. Bis zum 1. Januar 2005 war Lütow Teil des Amtes Wolgast-Land.

## Geografie und Verkehr
Lütow befindet sich auf der Halbinsel Gnitz am nördlichen Teil des Achterwassers, rund neun Kilometer östlich von Wolgast und drei Kilometer südlich von Zinnowitz. Nördlich der Gemeinde verläuft die Bundesstraße 111. Lütow liegt auch im Naturpark Insel Usedom.

## Ortsteile
- Lütow
- Neuendorf
- Netzelkow
- Görmitz Insel

## Geschichte

### Lütow
In der Nähe von Lütow hat sich das einzige Großsteingrab vom Typ Ganggrab der Insel Usedom als Zeugnis der frühen menschlichen Besiedlung des Raumes erhalten. Das Großsteingrab stammt aus der Jungsteinzeit (Neolithikum 5500 bis 1800 vdZ). Zwei weitere Großsteingräber in der Nähe sind bekannt und geortet, aber nicht mehr existent, sie sind den Steinschlägern des 19. Jahrhunderts für den Straßenbau zum Opfer gefallen. Später siedelten sich nach den Germanen und der Völkerwanderung die sogenannten Elbslawen an. Höhepunkt von deren Kultur war die spätslawische Zeit vom 11. bis zum frühen 13. Jahrhundert. In der letzten Phase der slawischen Besiedlung erschien ein vornehmer slawischer Adliger namens Henricus de Gnez (vom Gnitz), der wohl um 1225 gestorben ist, als Kastellan der pommerschen Herzöge auf deren Burg in Usedom in den Quellen.
Der Ort Lütow selbst wurde erstmals im Jahr 1241 als „Lichou“ und am 9. April 1396 als „Lutkow“ urkundlich erwähnt. Der slawische Name wird als „der Grimmige“ gedeutet. Bereits im 13. Jahrhundert tauchten die ersten Vertreter der adligen Familie von Lepel auf, die bis zur Bodenreform im Herbst 1945 Grundbesitzer der Dörfer auf dem Gnitz (Neuendorf, Netzelkow, Lütow) und Görmitz waren. Ihre Sitzgüter waren Neuendorf und Netzelkow.
Lütow hatte aber auch andere Besitzer außer den Lepels, es wurde oft verpfändet.
Im Jahr 1865 hatte das an die Familie von Lepel verlehnte Bauerndorf acht Kossätenhöfe und fünf Büdnerstellen. Lütow war eine Pertinenz zu Netzelkow. Das Dorf hatte 13 Wohnhäuser und 11 Wirtschaftsgebäude.
Während der sowjetischen Besatzungszeit nach dem Zweiten Weltkrieg entstanden mit der Bodenreform in Lütow noch einige kleine und mittlere Neubauernhöfe, die dann in den 1950er Jahren bis 1960 in der örtlichen LPG zusammengeführt wurden.
Das Gebiet vom „Weißen Berg“ bis zur Spitze der Halbinsel Gnitz ist als Naturschutzgebiet eingestuft.
Zum Ort gehört seit 1996 ein Wellness-Bad mit Hotel und Ferienhäusern im Ort und ein größerer Naturcampingplatz am „Weißen Berg“, der zu DDR-Zeiten schon ein Zeltplatz mit einem Ferienlager des Altkreises Grimmen war.

### Neuendorf

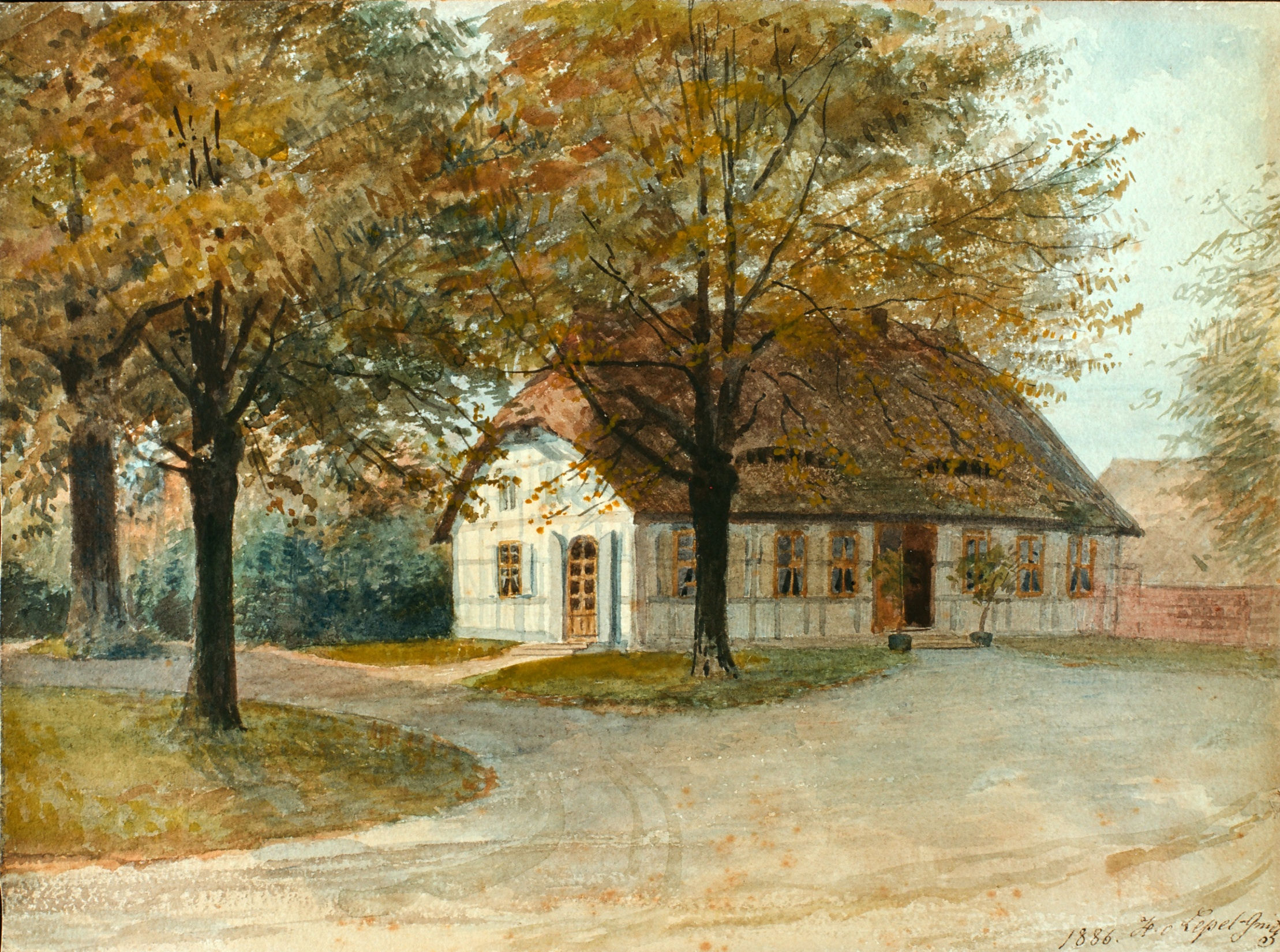
Hedwig von Lepel-Gnitz: Vorsteherhaus in Neuendorf (1886)

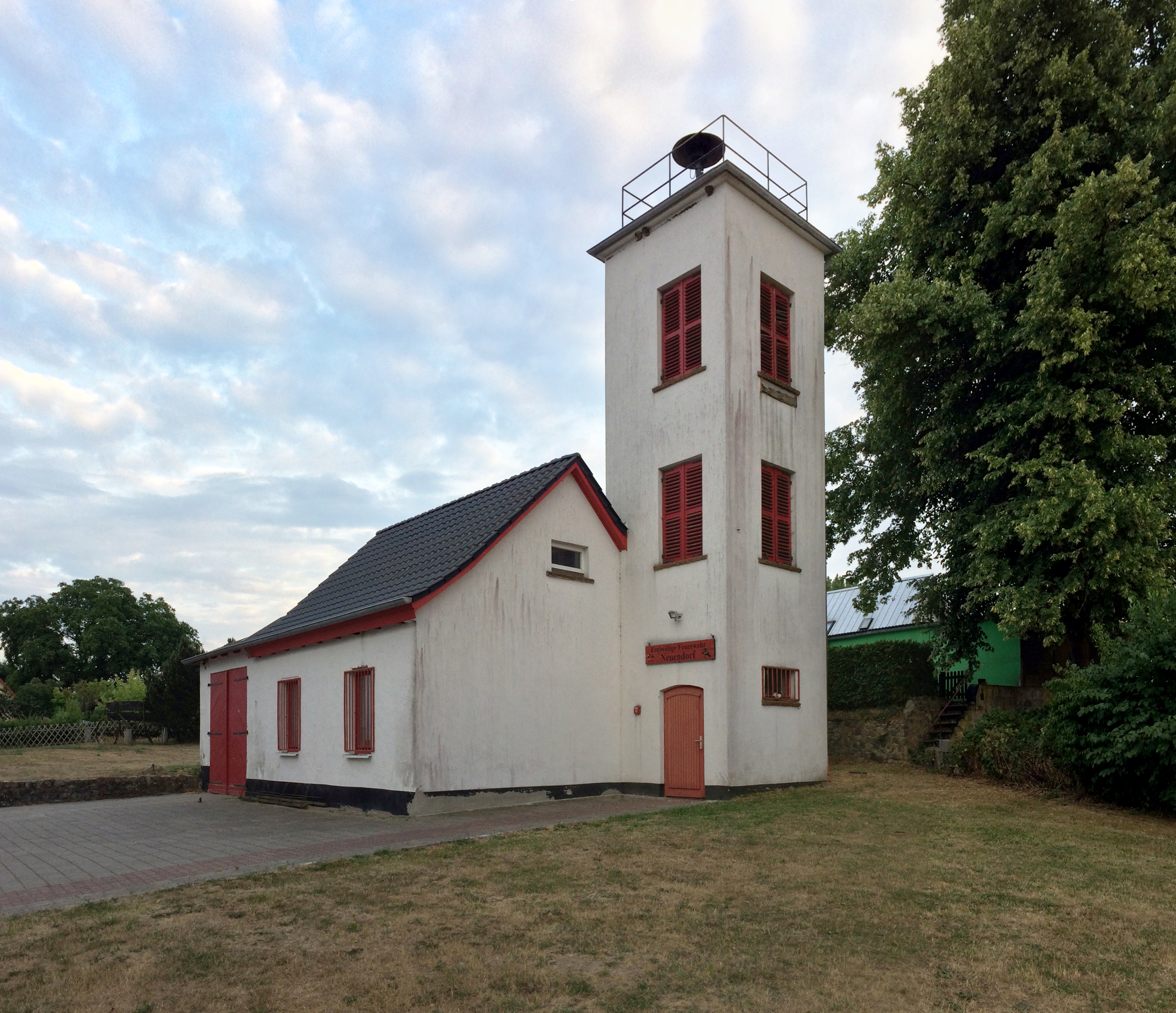
Die Feuerwache der Freiwilligen Feuerwehr Neuendorf (2018)

Auf der Gemarkung Neuendorf befanden sich zwei Großsteingräber aus der Jungsteinzeit (Neolithikum 5500 bis 1800 vdZ), sie sind aber nicht erhalten, wie das bei Lütow.
Bei Neuendorf befindet sich noch ein frühdeutscher Turmhügel (Motte) als Überrest eines Herrensitzes der von Lepel. Solche Turmhügelburgen wurden in frühdeutscher Zeit ab 1230 als erste Herrensitze der deutschen Lokatoren angelegt. Die von Lepel werden zwar seitdem urkundlich genannt, nicht aber direkt die zugehörigen Orte auf dem Gnitz.
Der Ortsteil Neuendorf wurde erstmals am 19. November 1367 urkundlich erwähnt. In einer Urkunde des Klosters Pudagla wurde ein Wedekin Lepel auf Neuendorf gesessen erwähnt. Der Ort war ein Lehnrittergut der Familie von Lepel. Der älteste Lehnbrief ist für Henning Lepel von Herzog Bogislaw 1487 für den Gnitz, Quilow, Senerzin, Czarnitze und Teile von Lassan ausgestellt. Im Lehnbrief von 1701 kamen Bauer, Wehrland und Rubkow hinzu.
Hauptsitz der Lepels war Neuendorf, bei Teilungen innerhalb der Familie war auch Netzelkow Nebenwohnsitz, meistens aber als Pertinenz zu Neuendorf.
Das um 1820 als Gutshaus errichtete eingeschossige Backsteinfachwerkhaus mit Krüppelwalmdach und mittig übergiebelten Dacherker erhielt 1850 einen rechtwinklig angesetzten zweigeschossigen Seitenflügel, vermutlich in der Zeit des Gutsherrn Georg von Lepel (1815–1874), verheiratet mit Adaschka Baronin von Mengen.
Das Dorf zählte 1865 ohne Besitzerhof: 1 Büdnerstelle, 1 Windmühle und 10 Wohnhäuser. Es hatte 155 Einwohner.
Das Gut befand sich bis zum Jahr 1945 durchgehend im Besitz der Familie von Lepel. Im letztmals publizierten Güteradressbuch für die Provinz Pommern wird für Neuendorf mit Netzelkow mit 1182 ha ausgewiesen. Nach Ende des Zweiten Weltkriegs, als Usedom von der Roten Armee eingenommen wurde, wurde der bereits betagte Gutsbesitzer von Lepel von der Besatzungsmacht Sowjetunion verschleppt. Die in einem Waldstück gelegene Familiengruft der Lepels wurde von den Besatzungstruppen schwer verwüstet. Im Gutshaus kam es zu Plünderungen, darunter auch durch polnische Zwangsarbeiter; Augenzeugenberichten zufolge sollen nach der Plünderung Polinnen in den Abendkleidern der Gutsbesitzerin durch den benachbarten Badeort Zinnowitz flaniert sein. Die Gutsbesitzerfamilie wurde später während der Bodenreform enteignet. Nach der Wende erhielt die Familie von Lepel ihr Eigentum nicht zurück.
Trotz erheblicher Schäden an der Fachwerkkonstruktion des Herrenhauses Neuendorf und zahlreicher Eingriffe der Nachkriegszeit konnte nach umfassender Sanierung 2005 das historische Erscheinungsbild und die Innenstruktur wiederhergestellt und genutzt werden.
Der Ort wurde bis in die 1960er und 1970er Jahre von der Landwirtschaft geprägt. Anschließend wurden hier umfangreiche Lagerstätten von Erdöl und Erdgas gefunden. Diese wurden in geringem Umfang noch bis Anfang 2016 genutzt.

### Netzelkow

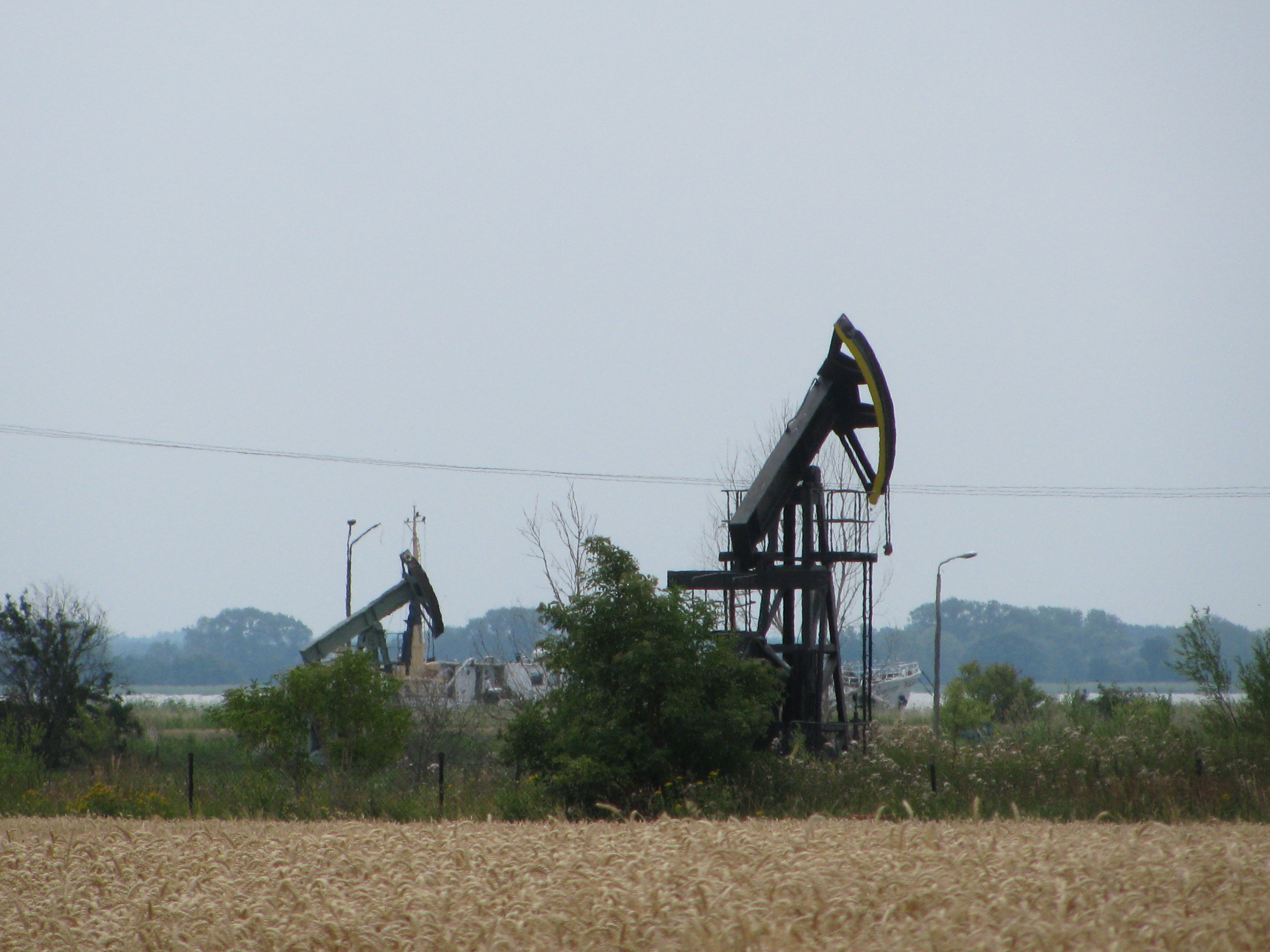
Tiefpumpen zur Erdölförderung am Netzelkower Hafen (2010)

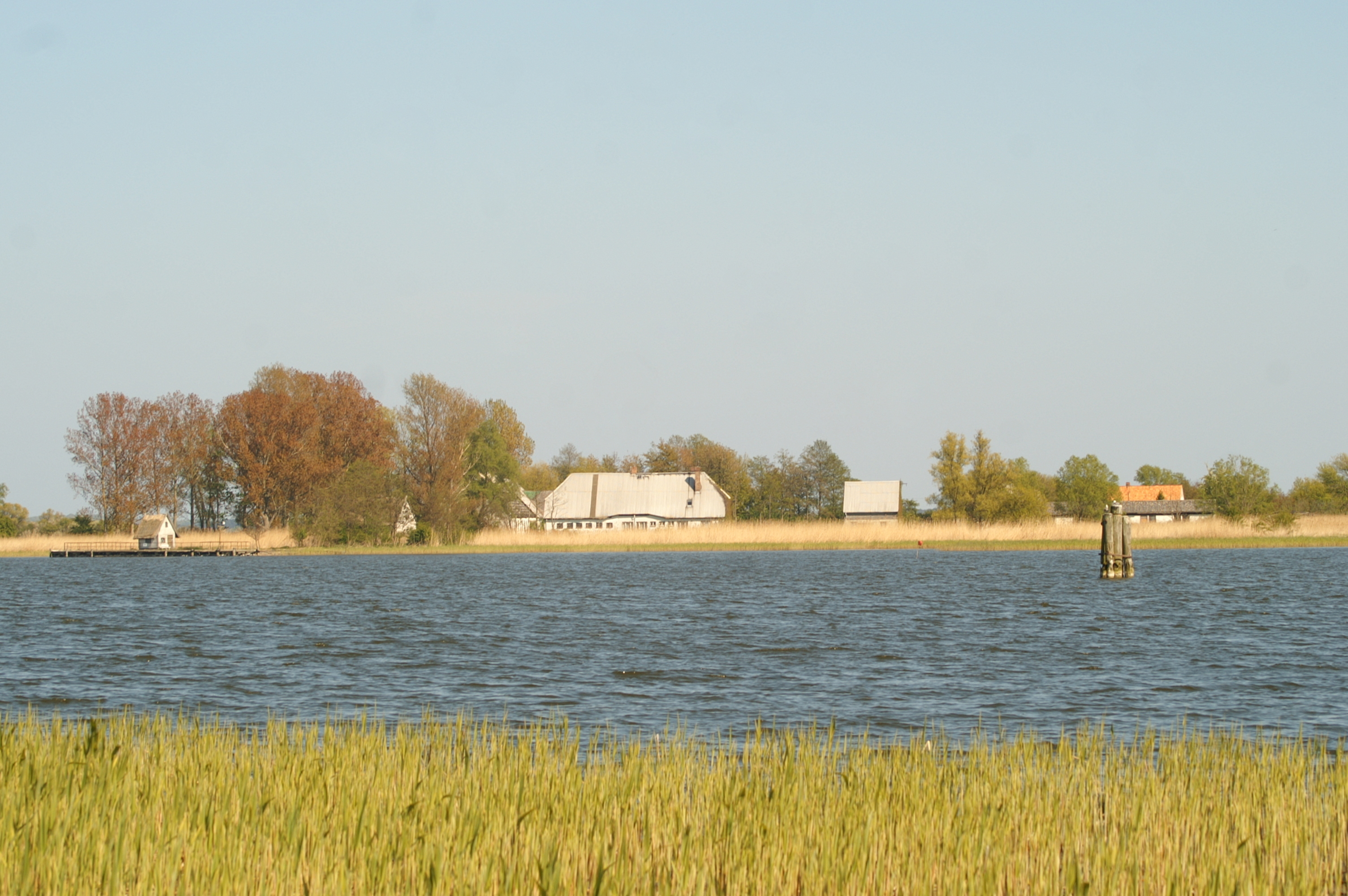
Blick von Netzelkow zur Insel Görmitz

Netzelkow wurde erstmals 1516 als solches urkundlich erwähnt. Er wird als Hauptort der Halbinsel Gnitz bezeichnet. Der Name soll sich aus dem 1230 genannten Gnecow gebildet haben. 1618 nennt die Lubinsche Karte den Ort „Meselcow“.
Es ist das Kirchdorf auf dem Gnitz (urkundlich auch Gnysse).
Der Ort besaß noch bis in die 1920er Jahre einen großen Gutshof, von dem heute nur noch Fundamentreste zu sehen sind. Lütow war zu diesem Gut Pertinenz. Zu den Besitzern siehe oben bei Neuendorf.
Die turmlose Kirche mit jetzt renaturiertem Kirchhof hat seitlich eine angebaute Begräbniskapelle der Familie von Lepel von 1747. Im Innern der Kirche befindet sich ein Sarkophag mit einer liegenden farblichen Holzfigur des Christian Carl von Lepel (1668–1747). Der außen stehende Glockenstuhl besitzt die älteste Glocke von Pommern von etwa 1350. Nebenan steht das Pfarrgehöft mit der alten Pfarrscheune.
1865 hatte Netzelkow einen Gutshof, die Kirche, das Pfarrgehöft, sowie zehn Wohnhäuser mit 165 Einwohnern. Das Rittergut gehört zu Neuendorf. Ende der 1930er Jahre waren diese Besitzungen an Anton Lutz und Wilhelm Voß verpachtet. Nach Weltkrieg und Bodenreform war der letzte Grundbesitzer Franz von Lepel Administrator der Cronstett- und Hynspergischen evangelischen Stiftung in Frankfurt am Main.
Nach 1945 wurde das Gutsgelände infolge der Bodenreform mit Neubauernhöfen überbaut. Lediglich der Gutspark ist noch in Resten vorhanden. Sonst behielt der Ort seine Struktur.
Zu DDR-Zeiten kamen bis 1960 die landwirtschaftlichen Betriebe zur LPG nach Neuendorf. Bald darauf wurde auch in Netzelkow nach Erdöl gebohrt und gefördert.
Seit 1990 hat Netzelkow etwas nördlich gelegen einen kleinen Hafen mit einem Jachtanleger und einem Restaurantschiff.

### Görmitz
Die Ortschaft „Görmitz“ oder „Görms“ wurde 1672 erstmals als bewohnter Ort genannt. Der slawische Name wird mit Sommersaat gedeutet.

## Politik

### Wappen, Flagge, Dienstsiegel
Die Gemeinde verfügt über kein amtlich genehmigtes Hoheitszeichen, weder Wappen noch Flagge. Als Dienstsiegel wird das kleine Landessiegel mit dem Wappenbild des Landesteils Vorpommern geführt. Es zeigt einen aufgerichteten Greifen mit aufgeworfenem Schweif und der Umschrift „GEMEINDE LÜTOW * LANDKREIS VORPOMMERN-GREIFSWALD“.

## Erdölförderung
Im Jahr 1965 wurde auf dem Gnitz bei Lütow Erdöl gefunden und 1966 begann die Förderung durch den VEB Erdöl-Erdgas Grimmen. Bis in die 2010er Jahre waren bei Neuendorf und Netzelkow mehrere Tiefpumpen in Betrieb. Das Lütower Vorkommen war die größte bekannte Erdöllagerstätte der DDR. Insgesamt wurden dort 1,3 Millionen Tonnen Erdöl gefördert.

## Sehenswürdigkeiten

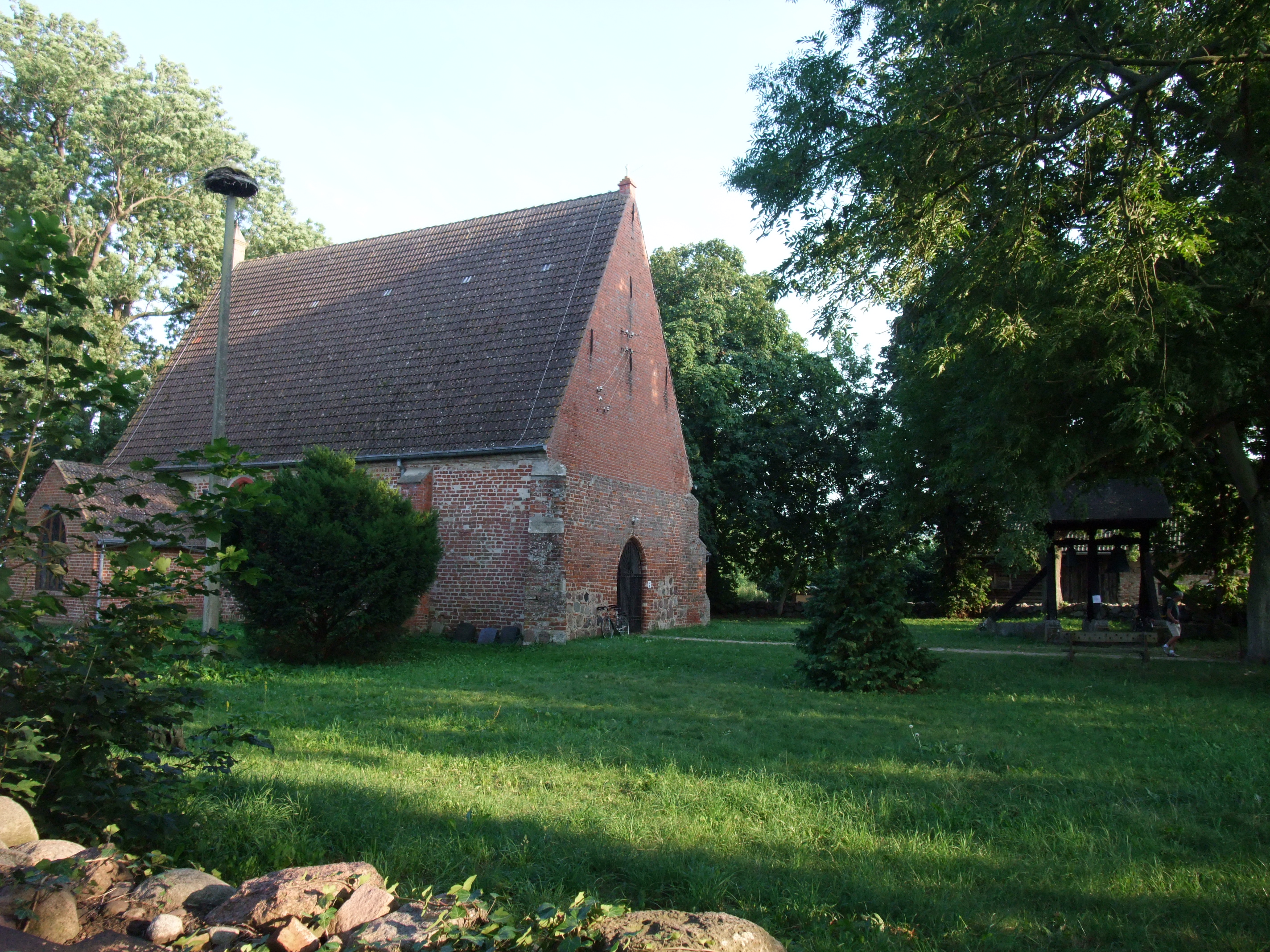
St.-Marien-Kirche in Netzelkow mit Glockenstuhl

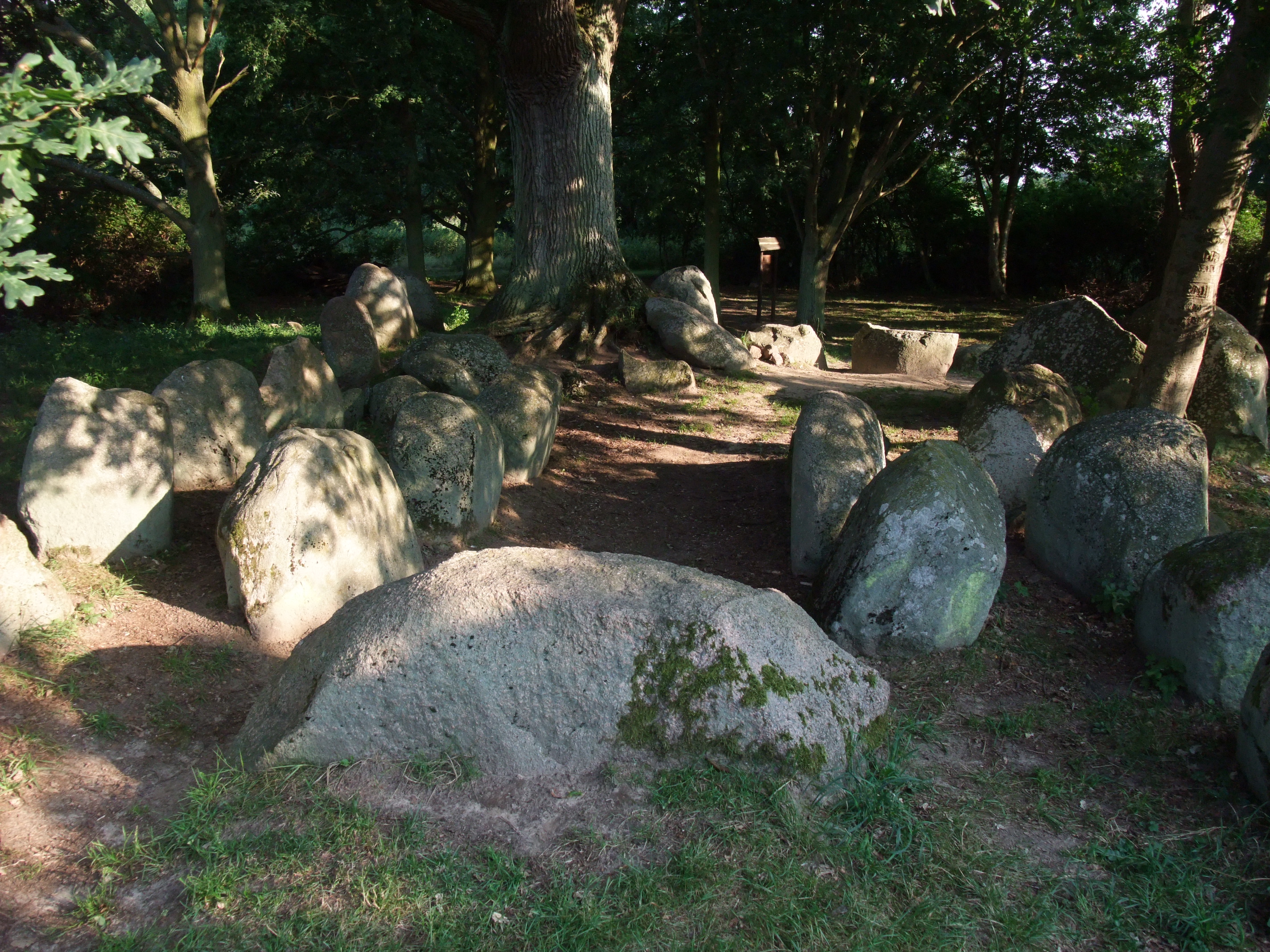
Megalithisches Ganggrab der Jungsteinzeit (um 3000 v. Chr.) bei Lütow

- Neuendorfer Herrenhaus aus dem Anfang des 19. Jahrhunderts (nach Sanierung als Hotel eröffnet)
- Guts-Brennerei Neuendorf
- Turmhügel Neuendorf
- Naturschutzgebiet Südspitze Gnitz – benannt „Möwenort“
- Weißer Berg (Steilküste) – unten im Wasser: „der rieke Steen“ (der reiche Stein – Denkmal für einen besonders ertragreichen Fischfang), ein Findling mit Inschrift
- Großsteingrab aus der Jungsteinzeit bei Lütow
- St.-Marien-Kirche in Netzelkow aus dem 15. Jahrhundert mit ältesten Glocken Pommerns
- Pfarrscheune Netzelkow
- Lepel-Sarkophag in der Netzelkower Kirche

## Persönlichkeiten
- Wilhelm Meinhold (1797–1851), geboren in Netzelkow, deutscher Schriftsteller, Theologe und Pfarrer
- Bruno von Lepel-Gnitz (1843–1908), geboren in Neuendorf, Intendant des Kgl. Hoftheaters in Hannover und kgl.-preußischer Kammerherr
- Egbert von Lepel (1881–1941), geboren in Neuendorf, deutscher Funktechniker